# ميك تشاترتون
ميك تشاترتون (بالإنجليزية: Mick Chatterton)‏ مواليد 26 مارس 1940، هو متسابق دراجات نارية بريطاني معتزل. نافس في سباقات بطولة العالم لفئة 350 سي سي ولفئة 250 سي سي ولفئة 50 سي سي. كما شارك في كأس جزيرة مان السياحية. بدأ المنافسة في بطولة العالم سنة 1967. أفضل موسم له كان موسم سنة 1969 عندما جاء في المركز السادس عشر في بطولة العالم لفئة 250 سي سي.